# Circuito di Bergamo
Il circuito di Bergamo era il tracciato cittadino ricavato dalle strade perimetrali delle mura veneziane presso Città Alta.
Le competizioni automobilistiche videro una sola manifestazione, quella del 19 maggio 1935, in cui vinse Tazio Nuvolari a bordo di una Alfa Romeo. Le competizioni motociclistiche videro una partecipazione discontinua tra gli anni 1937 al 1953. Dal 1953 il circuito non fu più utilizzato per gare competitive.

## Rievocazione storica
A partire dal 2004, è stata istituita una rievocazione storica annuale per ricordare la vittoria di Nuvolari. Pur non avendo valore agonistico, l'evento è stato chiamato Coppa Città di Bergamo e rappresenta il più importante raduno di auto d'epoca di Bergamo. Dal 2010 l'evento è stato rinominato in Bergamo Historic Grand Prix.

## Eventi
- 1935 Coppa Città di Bergamo[4]